# Lavaudieu
Lavaudieu é uma comuna francesa na região administrativa de Auvérnia, no departamento do Alto Loire. Estende-se por uma área de 17 km². Em 2010 a comuna tinha 256 habitantes (densidade: 15,1 hab./km²).
Pertence à rede das As mais belas aldeias de França.

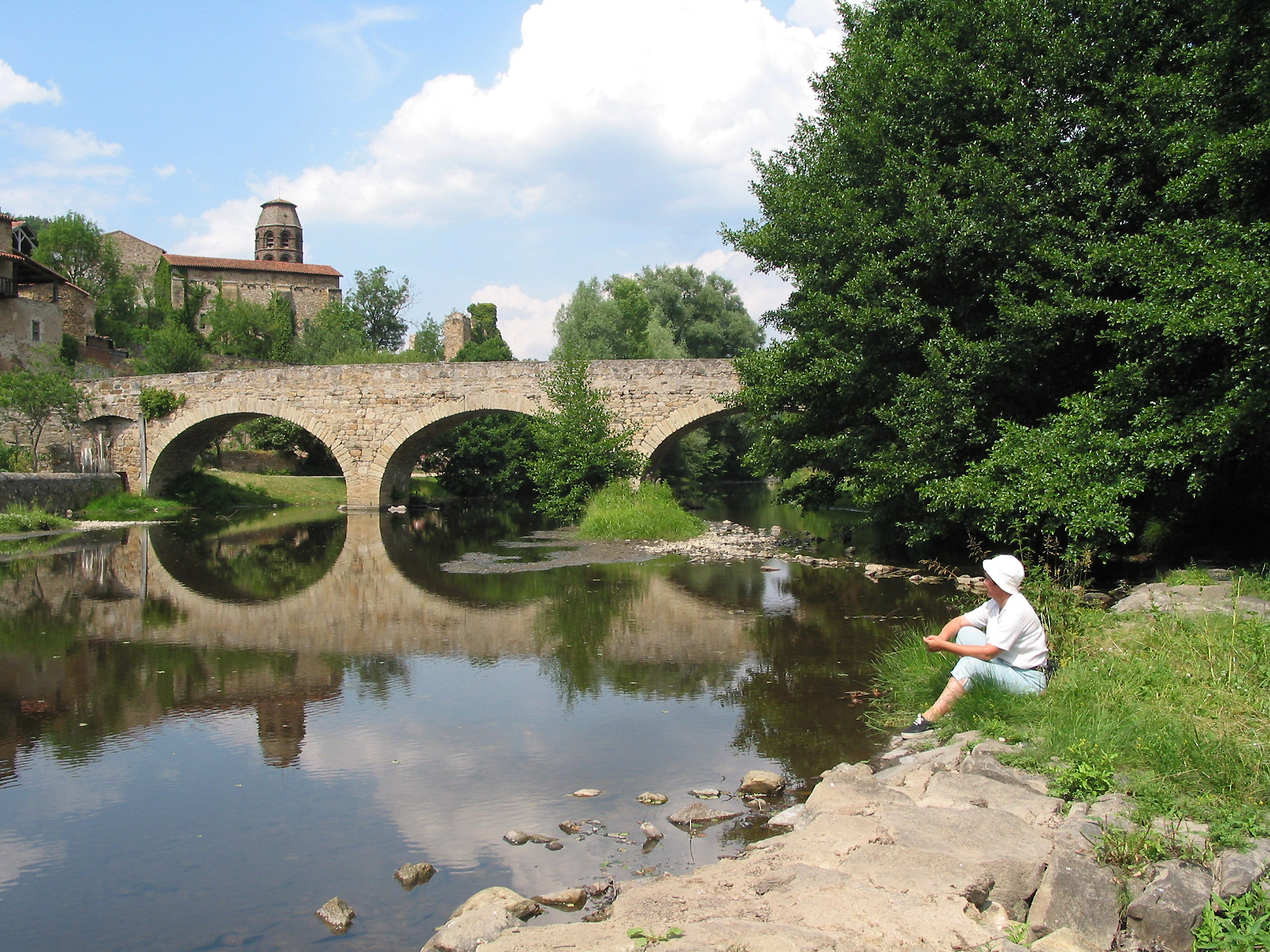
O rio Senouire em Lavaudieu.